# 한성라디오방송

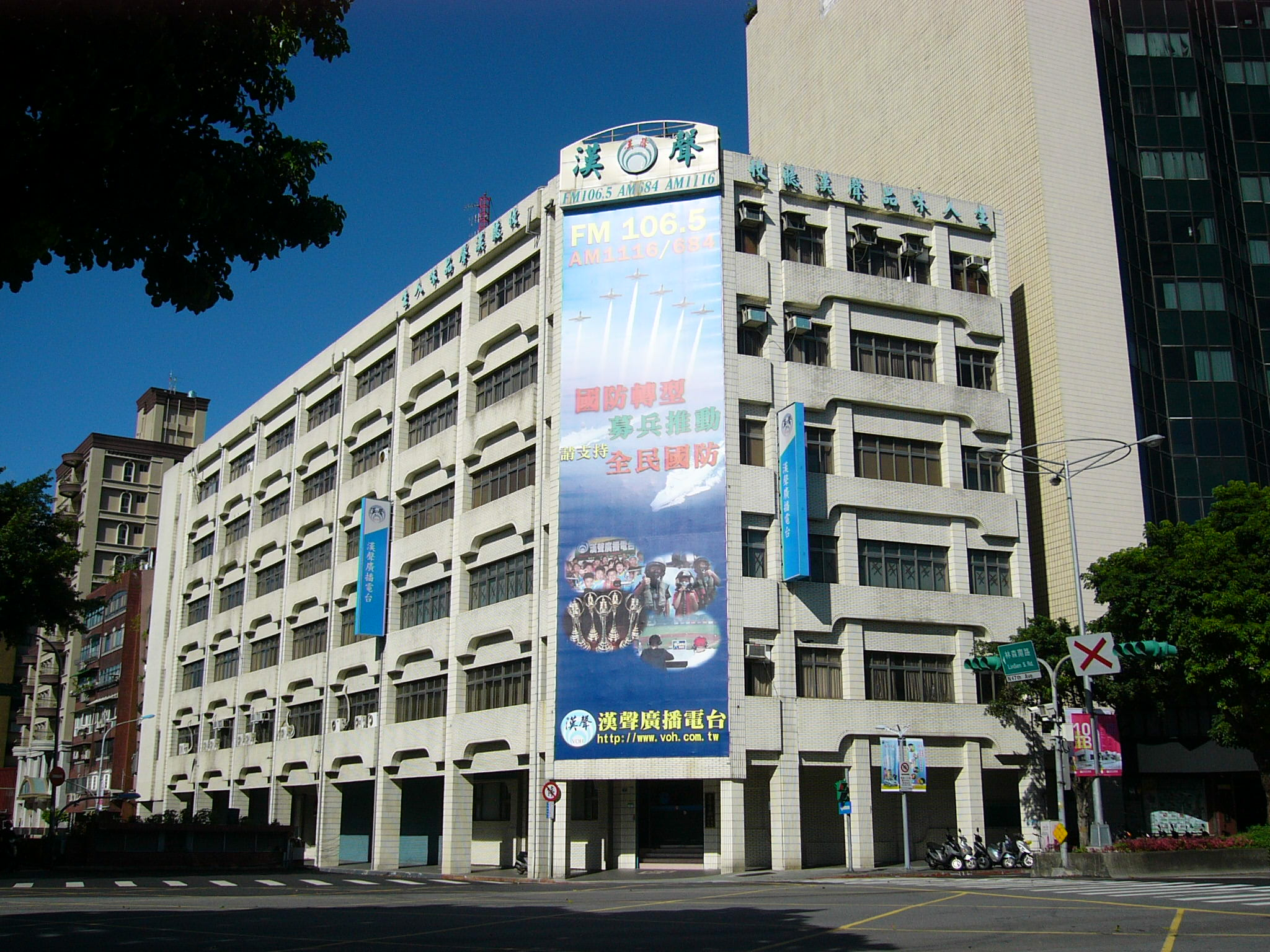

한성라디오방송 (漢聲廣播電臺)은 1942년에 설립된 중화민국 국방부 소유의 라디오 방송국이다. 현재 본사는 타이베이시에 있다. 설립 당시 이름은 군중라디오방송(軍中廣播電臺)이었다. 1949년 중국 국민당이 국공 내전 중 타이완으로 중화민국 정부를 이전한 이후인 1988년에 현재의 이름으로 개칭하였다.

## 방송 주파수

### FM 방송
- 타이베이시, 신베이시, 지룽시, 타오위안시 FM 106.5
- 먀오리 현, 타이중시 FM 104.5
- 윈린 현, 자이 시, 타이난 FM 101.3
- 타이난, 가오슝, 핑둥 FM 107.3
- 타이둥 현 FM 105.3
- 북 화롄 현 FM 104.5
- 남 화롄 현 FM 107.3

### 중파 방송
- 타이베이, 신베이 684, 1116 kHz
- 타오위안 693 kHz
- 타이중 1278 kHz
- 윈린 1089 kHz
- 타이난 693 kHz
- 가오핑 1251 kHz
- 쭤잉 1332 kHz
- 화롄 1359, 792 kHz
- 이란 현 1116 kHz
- 펑후 현 1269, 846 kHz

### 중국 본토향 중파 방송(광화의 소리)
- 711 kHz
- 801 kHz
- 846 kHz
- 981 kHz

## 같이 보기
- 중화민국 국방부
- 중화민국 행정원